# NGC 3051
NGC 3051 este o galaxie lenticulară situată în constelația Mașina Pneumatică. A fost descoperită în 24 martie 1835 de către John Herschel. Se află la o distanță de 34,83 de megaparseci de Pământ.